# ディ・ディ・ピアース

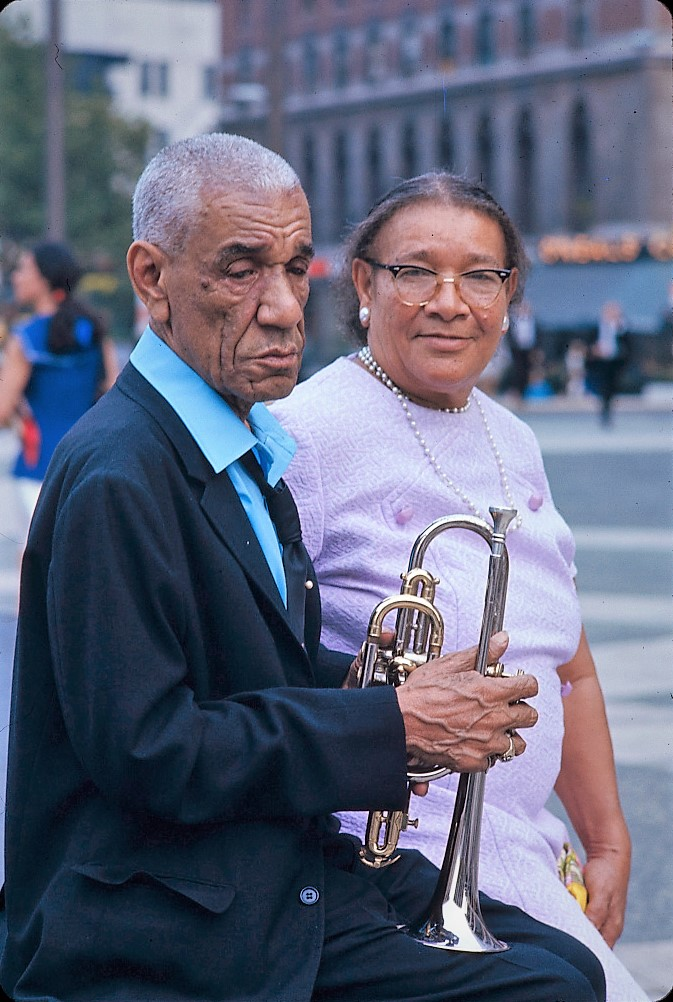
ディ・ディ&ビリー・ピアース（1970年代）

ディ・ディ・ピアース（De De Pierce、1904年2月18日 - 1973年11月23日）は、アメリカのジャズ・トランペット奏者にしてコルネット奏者。ビリー・ピアースとの「Peanut Vendor」や「Dippermouth Blues」といった曲で最もよく覚えられている。

## 略歴
ピアースは、アメリカ合衆国ルイジアナ州ニューオーリンズでジョセフ・デ・ラクロワ・ピアースとして生を受けた。ピアースの最初のギグは、1924年にニューオーリンズでアーノルド・デュパスと共に行われた。
都会のナイトクラブで演奏している間、彼は妻となり音楽の伴侶ともなるビリー・ピアースと出会った。2人は、1930年代から1950年代にかけてルースジェンス・ダンス・ホールのハウスバンドに在籍した。彼らは何枚かのアルバムを一緒にリリースしたが、1950年代の半ば、病気のため共にパフォーマンスすることをやめた。そして病気のため、ディ・ディ・ピアースは盲目になってしまった。
1959年までに彼らは演奏を再開し、ディ・ディ・ピアースはアイダ・コックスと一緒にツアーを行ったり、プリザベーション・ホール・ジャズ・バンドで演奏を行うなどしたが、さらなる健康問題が彼のキャリアを終わらせることとなった。
彼は1973年11月に69歳で亡くなった。彼はカトリックによるジャズ葬を受けた。

## ディスコグラフィ

### リーダー・アルバム
- In Binghamton N.Y. Vol. One (1994年、American Music) ※with ビリー・ピアース
- In Binghamton N.Y. Vol.Two (1994年、American Music) ※with ビリー・ピアース

### ビリー & ディ・ディ・ピアース
- Blues and Tonks from the Delta (1961年、Riverside)
- Vocal Blues and Cornet in the Classic Tradition (1961年、Riverside)
- Jazz at Preservation Hall 2 (1963年、Atlantic)
- New Orleans' Billie & De De and Their Preservation Hall Jazz Band (1966年、Preservation Hall)
- New Orleans Jazz (1971年、Arhoolie)
- Billie and De De Pierce at Luthjen's (1976年、Center)
- 1960 (1994年、G.H.B.)